# Sierra de Cazorla (aceite)
Sierra de Cazorla es una denominación de origen protegida (DOP) para los aceites de oliva vírgenes extra que, reuniendo las características definidas en su reglamento, hayan cumplido con todos los requisitos exigidos en el mismo.
La DOP Sierra de Cazorla se encuentra reconocida ante la Unión Europea desde el 10 de octubre de 2001 y ante la Organización Mundial de la Propiedad Intelectual desde el 22 de junio de 2021.

## Zona de producción
La zona geográfica que comprende la Denominación de Origen «Sierra de Cazorla» está constituida por los terrenos ubicados en los términos municipales de Cazorla, Chilluévar, Hinojares, Huesa, La Iruela, Peal de Becerro, Pozo Alcón, Quesada y Santo Tomé, de la provincia de Jaén. Dan una producción media de 38.000 toneladas de aceite de oliva anuales.

## Variedades aptas
Para la elaboración de los aceites protegidos por la Denominación de Origen «Sierra de Cazorla» se emplean exclusivamente las siguientes variedades de aceituna: Picual, Royal o mezcla de ambas. De estas variedades de aceituna se considera como principal la Picual.
El aceite de la variedad Picual es un aceite con frutado intenso y que no presenta ningún tipo de defecto. Es también habitual que aparezcan las notas verdes (hoja, hierba, tallos, rama..) y un ligero sabor y olor a manzana, almendra e higuera. Entre sus mejores cualidades cuenta con la gran resistencia que muestran al enranciamiento, gracias a la significativa cantidad de vitamina E que poseen.
El aceite de la variedad Royal es una variedad autóctona de comarca de la Sierra de Cazorla. Es un aceite de altísimo valor y su principal característica organoléptica es el frutado fresco y dulce aroma. Su sabor es suave y nada agresivo al paladar.